# Nemešany
Nemešany es un municipio del distrito de Levoča en la región de Prešov, Eslovaquia, con una población estimada a final del año 2024 de 504 habitantes.
Se encuentra ubicado al suroeste de la región, cerca del río Hernád (cuenca hidrográfica del río Tisza) y de la frontera con la región de Košice.

## Demografía
| Año        | 1994 | 2004    | 2014     | 2024     |
| ---------- | ---- | ------- | -------- | -------- |
| Población  | 330  | 354     | 413      | 504      |
| Diferencia |      | +7,27 % | +16,66 % | +22,03 % |

| Año        | 2023 | 2024    |
| ---------- | ---- | ------- |
| Población  | 476  | 504     |
| Diferencia |      | +5,88 % |